# Naserligan
Naserligan, efter Naser Dzeljilji, är ett löst sammansatt kriminellt nätverk i Västsverige. Polisen anser att nätverket tjänat sina pengar på narkotika, spelautomater och beskyddarverksamhet.
Flera personer i nätverket är dömda för mord och andra grova brott och de misstänks för inblandning i väpnat rån, utpressning, bedrägeri och våldsbrott. Flera medlemmar är efterlysta av Interpol. Nätverket kontrollerar också flera krogar och restauranger i Göteborg.
Ligan var 2001 inblandade i strider med en grupp rivaliserande kriminella - Original gangsters. Striderna gällde kontrollen över den illegala spelmarknaden i Göteborg. Uppgörelserna kulminerade då med skottväxling vid Näsets badplats.
Naser Dzeljilji har själv hållit en låg profil men dömdes 2005 till ett och ett halvt års fängelse för bland annat vapenbrott och anstiftan till grovt bedrägeri. Naser har utsatts för ett mordförsök.

## NOKAS-rånet 2004
Ligan misstänks vara inblandad i det brutala bankrånet i Stavanger 2004 då en norsk polis sköts till döds. Rånbytet uppskattades till 50 miljoner norska kronor och Naser Dzeljiljis livvakt dömdes till 15 års fängelse för inblandning i rånet.

## 2005–2009
Den 23 januari 2005 greps Idriz, en av Nasers springpojkar som bland annat ansvarat för ligans pokermaskiner, på bar gärning under ett väpnat rån mot en företagare på Hornsgatan  i Stockholm. Företagaren, som tidigare blivit bestulen på cigaretter från vad han själv trodde var Naserligan, var på väg till Svensk Kassaservice med 880 000 kronor i plastpåsar. Två skott avlossades men Idriz kunde gripas med hjälp av en ledig polisman som befann sig i närheten. Idriz dömdes senare till fyra års fängelse. 
Den 11 februari 2005 lurades Mohammed, en 48-årig yrkeskriminell våldsverkare som en gång stått Naser nära men förvandlats till hans fiende, i en fälla och sköts till döds på Godvädersgatan.
Vad som ligger bakom mordet är oklart. De som misstänks är en grupp kriminella som leds av en 28-årig man som tillhört Original Gangsters, men som fått OG-ledarens tillåtelse att göra egna affärer. Han saknar lojaliteter och tar uppdrag av den som betalar honom bäst. 
Den 22 september 2005 greps Ali, en 29-årig göteborgare och en av Nasers närmaste allierade. Han leder en grupp som ibland kallats Tigrarna, eftersom Ali och flera av hans anhängare pryder sig med tigrar i form av tatueringar. Ali åtalades vid Västmanlands tingsrätt i början av december för förberedelse till grovt rån tillsammans med flera andra. Av nio åtalade är åtta göteborgare, bland dem en av Nasers tidigare livvakter och flera andra med känd anknytning till Naserligan.